# Disturbing the Peace - Sotto assedio
Disturbing the Peace - Sotto assedio (Disturbing the Peace) è un film statunitense del 2020 diretto da York Alec Shackleton.

## Trama
Il Texas Ranger Jim Dillon ha ferito per errore il suo partner in un atto criminale con ostaggi. Dopo l'incidente, Jim decide di mantenere la pace nella cittadina di Horse Cave disarmato, insieme al suo vice Matt. Dopo aver appreso della morte del suo ex partner, Jim cade in depressione ma viene aiutato da Catie, una cameriera di un pub e predicatrice part-time che ha una cotta per l'uomo di legge. Mentre si sta preparando per una giornata normale, i piani di Jim sono rovinati dall'arrivo di Diablo, il capo di una banda di motociclisti che cercano di rapinare la banca di Horse Cave e svuotare un furgone blindato in arrivo dalla città. Così, dopo che Diablo prende il controllo della città, preparando la sua grande mossa per prendere il bottino e scappare, Jim decide di riprendere in mano le armi e di consegnare il criminale alla giustizia.